# Johann Hermann Schein
Johann Hermann Schein (ur. 20 stycznia 1586 w Grünhain, zm. 19 listopada 1630 w Lipsku) – niemiecki kompozytor i kantor epoki baroku.

## Życiorys
Był synem pastora, działał głównie na terenie Saksonii. W młodości był dyszkancistą w kapeli dworskiej w Dreźnie. W latach 1608–1612 studiował na Uniwersytecie w Lipsku nauki prawne, jednocześnie kształcił się muzycznie. W 1615, po śmierci Sethusa Calvisiusa, objął funkcję kantora kościoła św. Tomasza w Lipsku.
Wprowadził motety chorałowe w monumentalnej formie polichóralnej lub w stylu koncertującym. Był kantorem w kościele św. Tomasza w Lipsku. Wprowadził do muzyki niemieckiej koncerty religijne (niem. Geistliche Konzerte). Są to utwory oparte na chorałowym cantus firmus wykorzystujące technikę koncertującą.
Schein ustalił pięcioczęściowy cykl suity orkiestrowej: pawana, galiarda, courante, allemande, tripla.